# Johann Wilhelm Fliesen

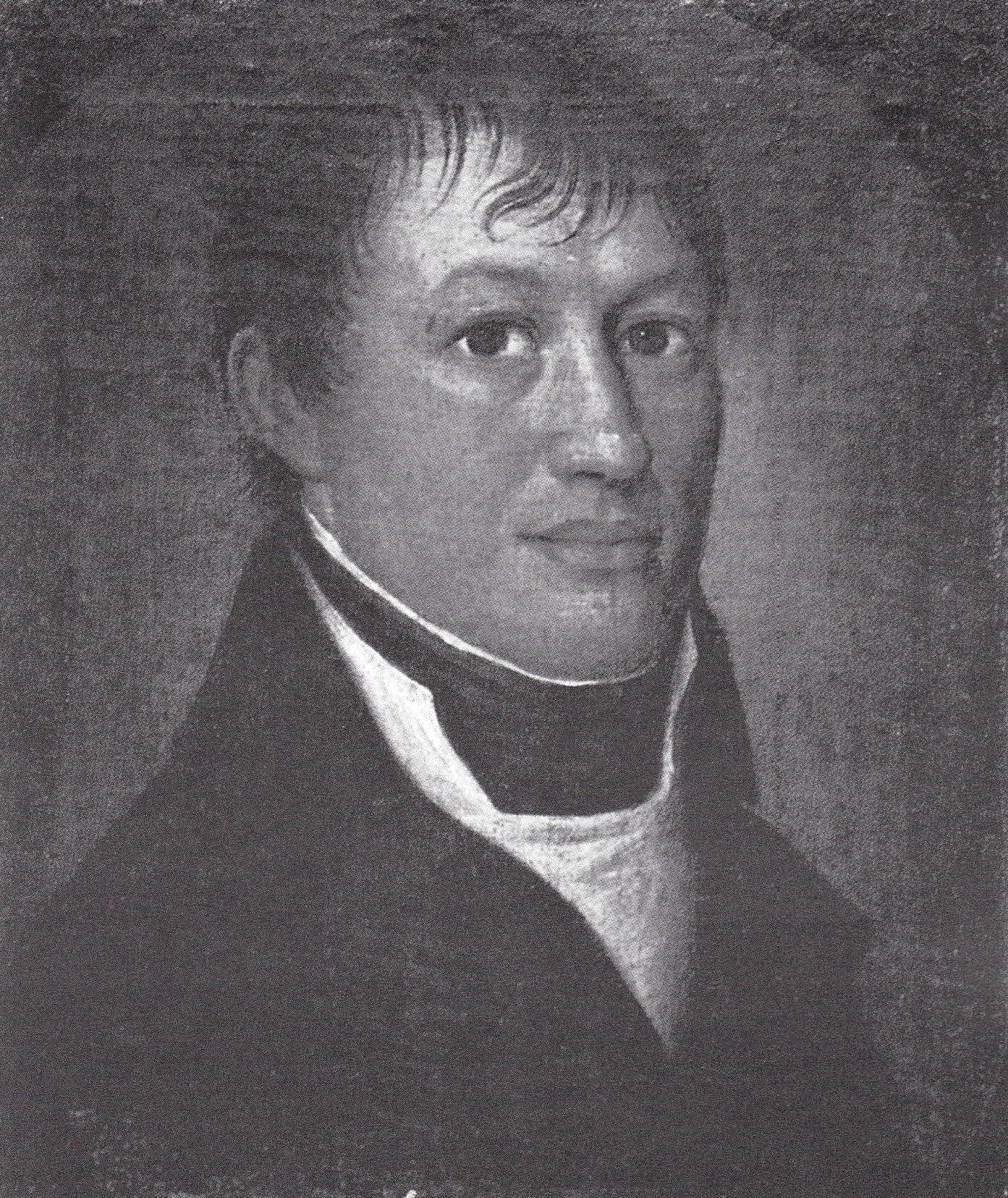
Johann Wilhelm Fliesen

Johann Wilhelm Fliesen (* 17. Juni 1766 in Kaiserslautern; † 30. April 1852 in Ansbach) war ein evangelischer Kirchenjurist und bayerischer Beamter.

## Leben und Wirken
Die Kaiserslauterer Familie Fliesen stammt ursprünglich aus Kaub am Rhein. Ihr Begründer Heinrich Wilhelm Fliesen war von dort zugewandert und erwarb 1710 die Löwenapotheke der Stadt. Sein Nachkomme, der Apotheker, kurpfälzische Oberamts-Einnehmer, Ratsherr sowie reformierte Kirchenvorstand Heinrich Ludwig Fliesen (1712–1780) und seine Frau Charlotte Maria geb. Umbscheiden (1731–1792) waren die Eltern von Johann Wilhelm Fliesen.
Dieser studierte ab 1784 Politische Ökonomie, später auch Jura, an der Universität Heidelberg und wirkte 1793–1797 in seiner Heimatstadt als Administrationsschaffner bzw. Kollektor (Einnehmer) der französischen Regierung. Bei Übergang der seit 1793 französischen Territorien links des Rheins wurde 1814 der Generalrat (Conseil général) des bisherigen Départements du Mont-Tonnerre, unter der vorläufigen österreichisch-bayerischen Regierung, zur Kriegsschuldenliquidationskommission umgewandelt. Sie war der Vorläufer des späteren Pfälzischen Bezirkstages. Diesem Gremium gehörte Johann Wilhelm Fliesen als Mitglied an. Gleichzeitig bestellte ihn die gemischte Regierung zum leitenden Kirchenrat des reformierten Konsistoriums in Worms.
1816 fiel der südliche Teil des bisher gemeinsam verwalteten linksrheinischen Gebietes, als Rheinkreis (später Rheinpfalz), an das Königreich Bayern; Kreishauptstadt wurde Speyer. Die bisherigen kirchlichen Oberbehörden für die lutherischen und die reformierten Gemeinden des Landes wurden zu einem gemeinsamen Generalkonsistorium vereint, in das auch Fliesen, nunmehr als bayerischer Beamter, eintrat. Im Auftrag von König Max I. Joseph von Bayern leitete er die erfolgreiche Unionssynode, die vom 2. bis 16. August 1818 in Kaiserslautern stattfand. Mit dem Zusammenschluss entstand die Protestantische Landeskirche der Pfalz.
Johann Wilhelm Fliesen wurde Direktor des Speyerer Konsistoriums dieser vereinigten Kirche und blieb bis 1832 im Amt. Anschließend wurde er als Regierungsrat nach Ansbach versetzt, da das pfälzische Konsistorium, nach dem gerade stattgefundenen Hambacher Fest, personell umstrukturiert werden sollte. Nach Meinung der Regierung hatte er nicht streng genug gegen Geistliche durchgegriffen, die sich im Sinne jener Kundgebung engagierten.
Fliesen, der am Ende seiner Laufbahn Regierungsrat war, ging 1836 in Pension und starb 1852 in Ansbach.
Seine Tochter Karoline Franziska Friederike (1799–1829) war mit dem Kantonsarzt Johann Georg Beutner (1788–1859) verheiratet.
Seine Tochter Friederike Caroline (1797–1857), heiratete 1822 den römisch-katholischen (!) Heinrich Karl Joseph Schmitt  (1795–1878), später Direktor der Provinz Rheinhessen des Großherzogtums Hessen und Abgeordneter auf Lebenszeit in der Ersten Kammer der Landstände des Großherzogtums Hessen.